# Garabogazköl
Garabogazköl (có tên gọi khác là Kara-Bogaz-Gol; "Black Strait Lake"), hoặc Garabogazköl Aylagy ("Black Strait Lake Bay"), là một đầm nước nông, có độ mặn cao ngoài khơi biển Biển Caspi ở tây bắc  Turkmenistan. Đầm nước có diện tích bề mặt thay đổi thường khoảng 18.000 km2 (6.900 dặm vuông Anh). Nó được ngăn cách với Biển Caspi bởi một sườn núi đá hẹp có cửa mở rất hẹp để nước biển Caspi chảy vào. Có khả năng xuất hiện dòng nước ngầm có độ mặn cao khi lượng bốc hơi ít hơn vào mùa đông. Thể tích của đầm dao động theo mùa.
Thành phố Garabogaz nằm gần đó, cách kênh giữa lưu vực Caspi chính và đầm Garabogazköl khoảng 50 km (31 mi) về phía bắc.
1. ↑  "Turkmenistan". Geo-Data: The World Geographical Encyclopedia. 2003.
2. 1 2  Kosarev, Aleksey; Kostianoy, Andrey; Zonn, Igor (ngày 2 tháng 11 năm 2008). "Kara-Bogaz-Gol Bay: Physical and Chemical Evolution". Aquatic Geochemistry. Quyển 15 số 1–2. tr. 223–236. doi:10.1007/s10498-008-9054-z. S2CID 129907319.